# Dia Mundial dels Animals de Laboratori
El Dia Mundial dels Animals de Laboratori (en anglès World Day for Laboratory Animals) se celebra tots el anys el 24 d'abril des de 1979. La setmana circumdant es coneix com a "Setmana mundial dels animals als laboratoris". La Societat Nacional Anti-Vivisecció (NAVS) descriu el dia com un dia internacional de commemoració per als animals als laboratoris.

## Història
El 1979, NAVS va establir el Dia Mundial dels Animals de Laboratori el 24 d'abril, l'aniversari de Lord Hugh Dowking. Aquest dia internacional de commemoració és reconegut per les Nacions Unides i ara mateix està marcat anualment per anti-viviseccionistes a tots els continents.
En 1980, People for the Ethical Treatment of Animals (PETA), dirigida per la seva fundadora, Ingrid Newkirk, va organitzar la primera protesta del Dia Mundial dels Animals de Laboratori als Estats Units.
Avui l'esdeveniment està marcat per manifestacions i protestes de grups oposats a l'ús d'animals en la investigació. L'abril del 2010, els manifestants van marxar pel centre de Londres demanant el fi de l'ús d'animals en la investigació. Una marxa similar va tenir lloc a Birmingham el 2012, i a Nottingham el 2014.
El Dia Mundial i la Setmana Mundial dels Animals als Laboratoris també han atret l'atenció de grups científics que defensen l'ús d'animals en la investigació. El 22 d'abril de 2009, membres d'UCLA Pro-Test van realitzar una vaga en suport de la investigació biomèdica en animals, i per a condemnar la violència i l'assetjament dirigits contra el professor David Jentsch per activistes animals.
NAVS i uns altres grups que s'oposen a la investigació amb animals han afirmat que les Nacions Unides reconeixen el Dia Mundial dels Animals als Laboratoris. Tot i això, el dia no està inclòs en la llista oficial de celebracions de les Nacions Unides.